# 萨维尼亚统计区
萨维尼亚统计区(斯洛文尼亚语: Savinjska statistična regija)，是斯洛文尼亚的一个统计区，命名自境內的薩維尼亞河。2015年人口為254,237，面積2,301平方公里。最大城市為采列。